# مونا هموند
مونا هموند (انگلیسی: Mona Hammond; ۲۳ ژانویهٔ ۱۹۳۱ – ۴ ژوئیهٔ ۲۰۲۲) بازیگر اهل جامائیکا بود. وی بین سال‌های ۱۹۶۴ تا ۲۰۱۶ میلادی فعالیت می‌کرد.
از فیلم‌ها یا برنامه‌های تلویزیونی که وی در آن نقش داشته‌است می‌توان به ۱۰۰۰۰ سال پیش از میلاد، پاک، زندگی و مرگ پیتر سلرز، تصور کن من و تو، کوریولانوس، هروستراتوس و مندرلی اشاره کرد.